# Medisterpølse
Medisterpølse, medisterkorv nebo také medister, je tradiční dánské jídlo. Jedná se o tlustou kořeněnou klobásu z vepřového masa a loje či sádla. Jemně namleté maso se dochucuje cibulí, novým kořením, hřebíčkem, solí a pepřem. Výsledná klobása má lehce nasládlou chuť.

## Etymologie
Slovo medister je vzniklo složením dánských slov med (s) a ister (lůj). a poprvé bylo použito v příručce pro domácnost z počátku 16. století.

## Výroba
Po namletí a ochucení masa se touto směsí plní dlouhé střívko a na kratší kusy se řeže až po uvaření, těsně před servírováním. Na rozdíl od většiny klobás je medisterpølse skladován syrový a první tepelné zpracování nastává až těsně před konzumací, kdy se uvaří, nebo usmaží. Z tohoto důvodu musí být až do poslední chvíle uchováván v chladu (nebo zmrazen), zatímco ostatní klobásy se obvykle skladují při běžné teplotě a jsou řazeny mezi trvanlivější a ke zkažení méně náchylné potraviny.

## Moderní úpravy receptu
Recept na tyto klobásy se od 16. století změnil. Dříve se maso krájelo nožem nadrobno, v současné době se k namletí používají moderní kráječe a mlýnky, což ve výsledku mění strukturu jídla.

## Nutriční hodnoty
Tato neuzená dánská klobása obsahuje ve 100 gramech asi 180 kalorií (753 kJ). Z toho 13 gramů tvoří bílkoviny, 12 gramů tuk a 4 gramy cukry.

## Galerie

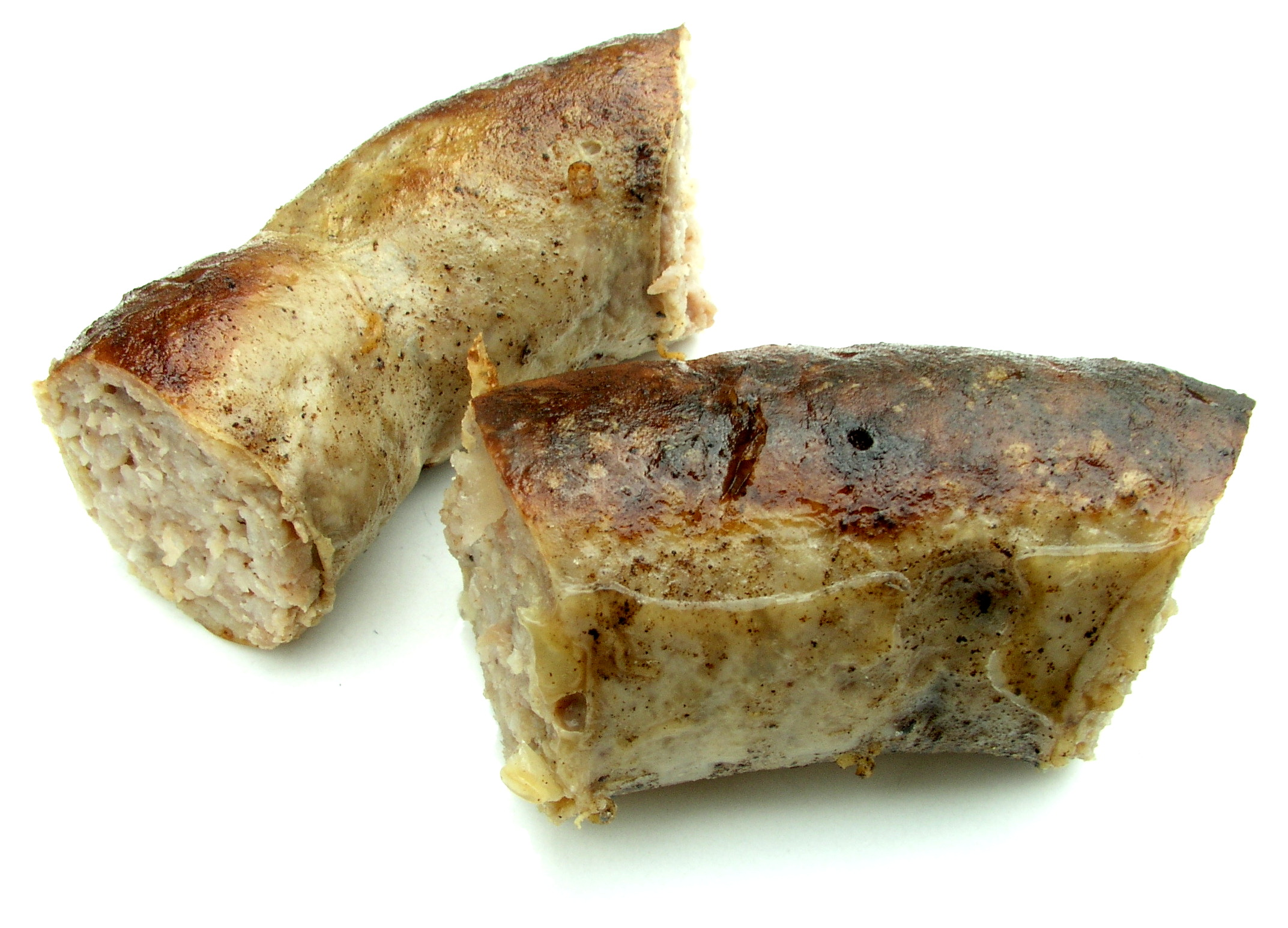
Medisterpølse
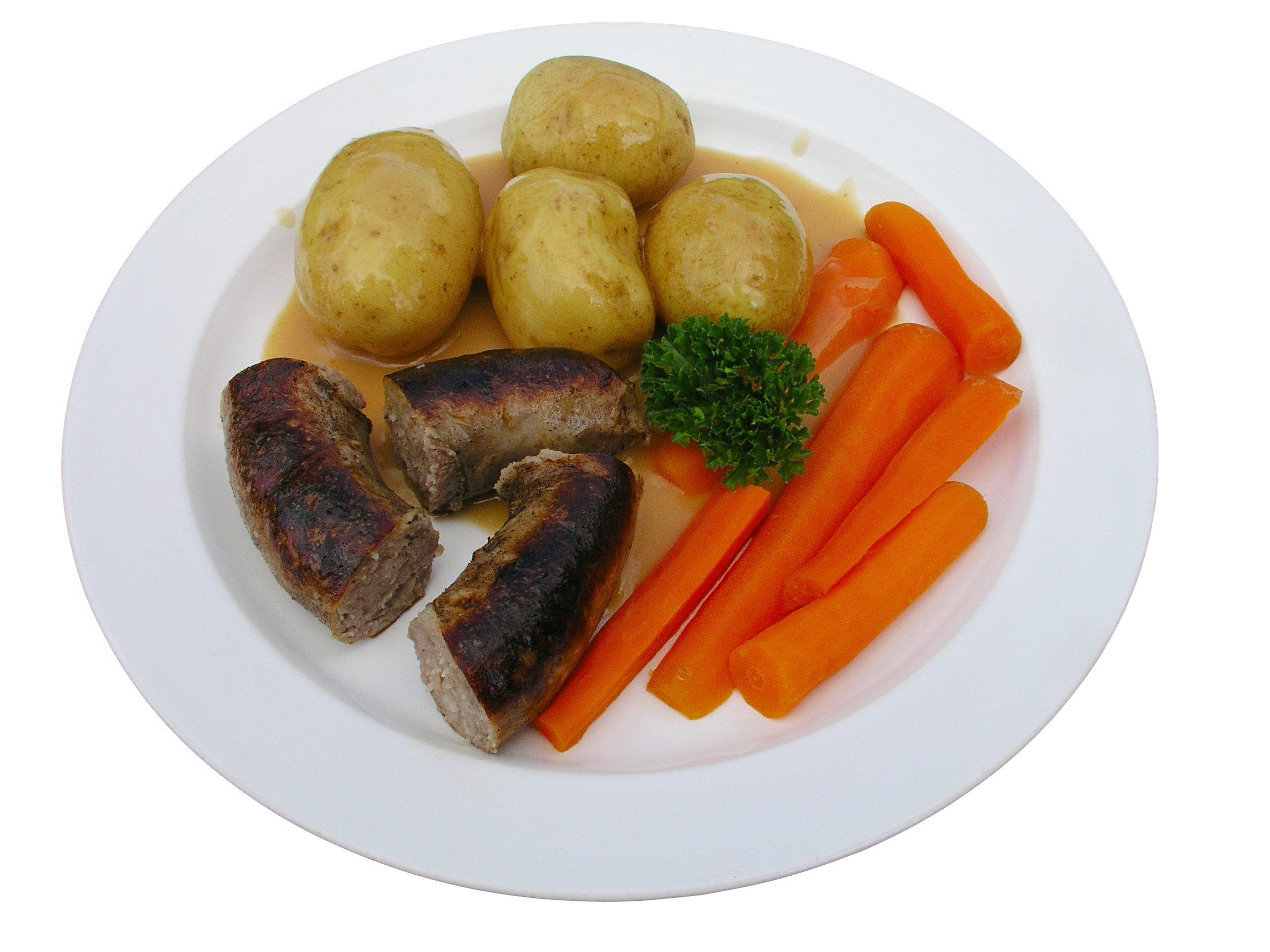
Medisterpølse s bramborem a mrkví
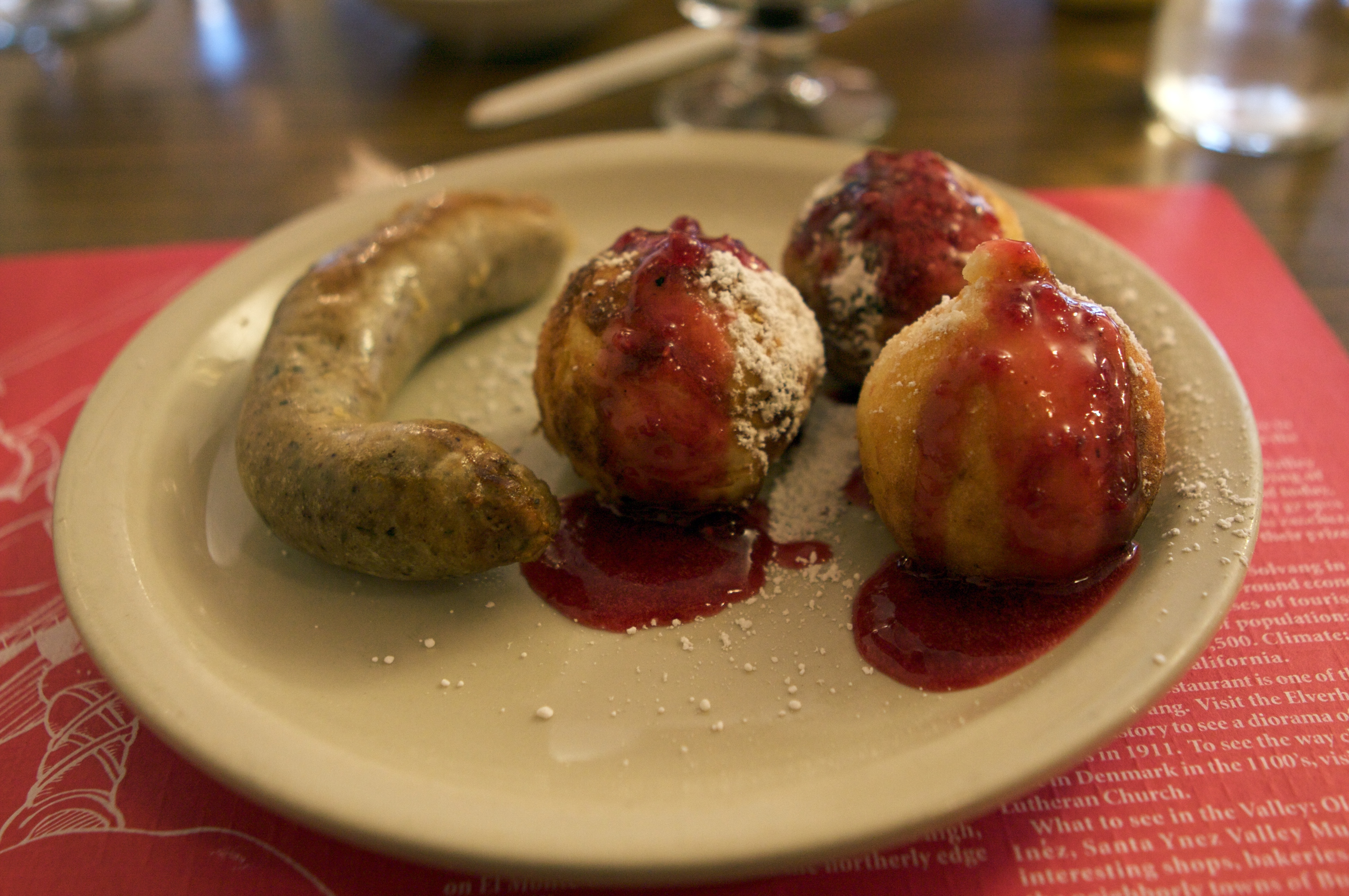
Medisterpølse s knedlíčky Æbleskiver
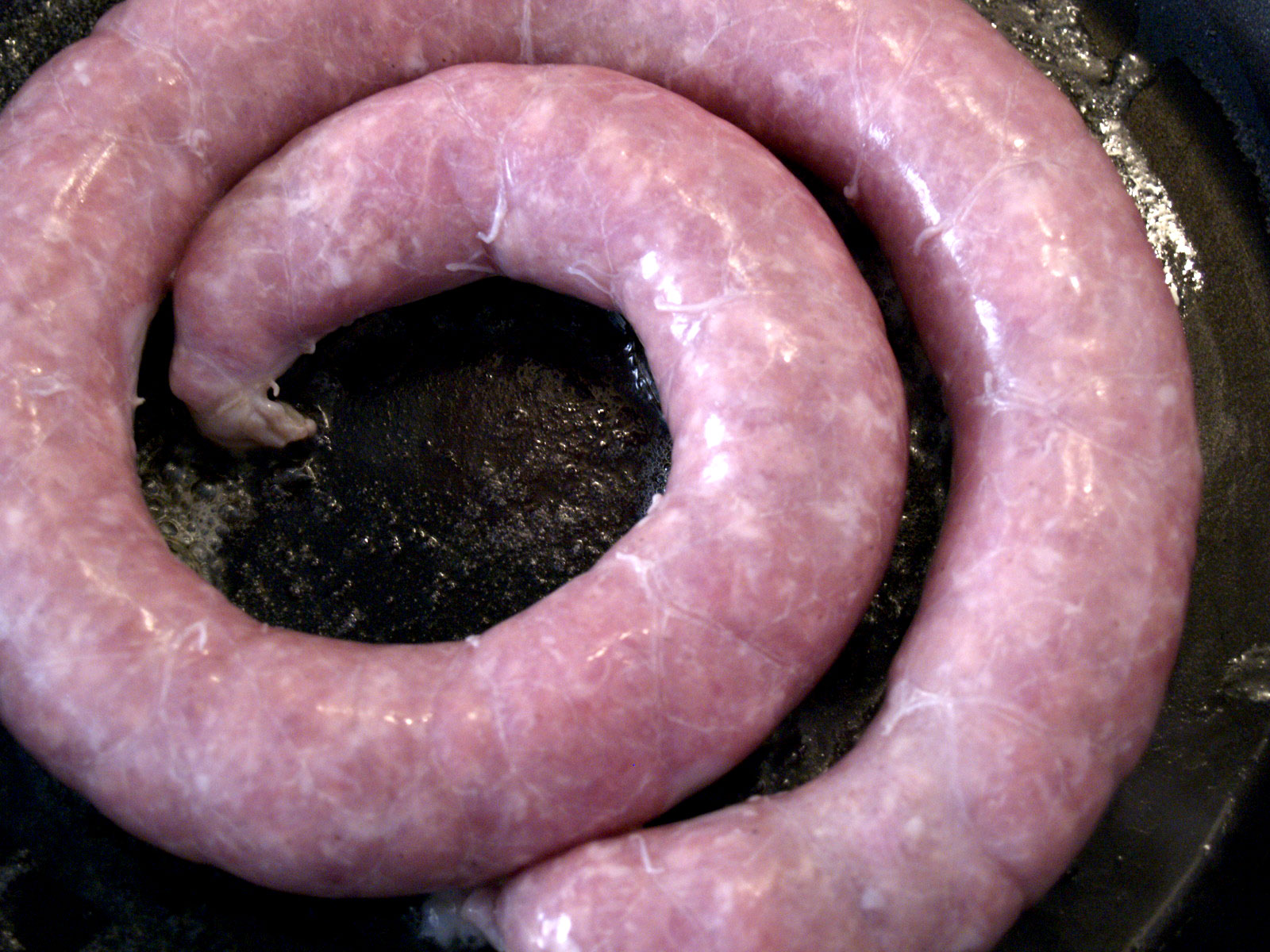
Syrový medister